# Yochanan Vollach
Yochanan Vollach (parfois orthographié Jochanan Wallach), (en hébreu : יוחנן וולך), né le 14 mai 1945 à Kiryat Bialik, est un footballeur israélien. Yochanan participe à la phase finale de la Coupe du monde 1970. Il est le président du Maccabi Haïfa.

## Carrière de joueur
- 1962-1965 : Maccabi Qiryat Bialik  Israël
- 1965-1977 : Hapoël Haïfa  Israël
- 1977-1979 : Maccabi Haïfa  Israël
- 1985-1990 : Hong Kong FC  Hong Kong

## Palmarès de joueur
- Vainqueur de la Coupe d'Israël en 1966 et 1974
- Champion d'Israël en 1965

## Palmarès (Président-directeur général)
- Champion d'Israël en 1984, 1985 et 1991 avec le Maccabi Haïfa
- Vainqueur de la Coupe d'Israël des Champions en 1985 avec le Maccabi Haïfa
- Vainqueur de la Coupe d'Israël en 1991 et 1993 avec le Maccabi Haïfa